# Histampica rugosa
Histampica rugosa is een slangster uit de familie Ophiactidae.
De wetenschappelijke naam van de soort werd in 1941 gepubliceerd door Hubert Lyman Clark.